# Enrico VI, parte III
Enrico VI, parte terza è un dramma storico in cinque atti di William Shakespeare, ultima parte di una trilogia dedicata al personaggio storico di Enrico VI d'Inghilterra.

## Trama

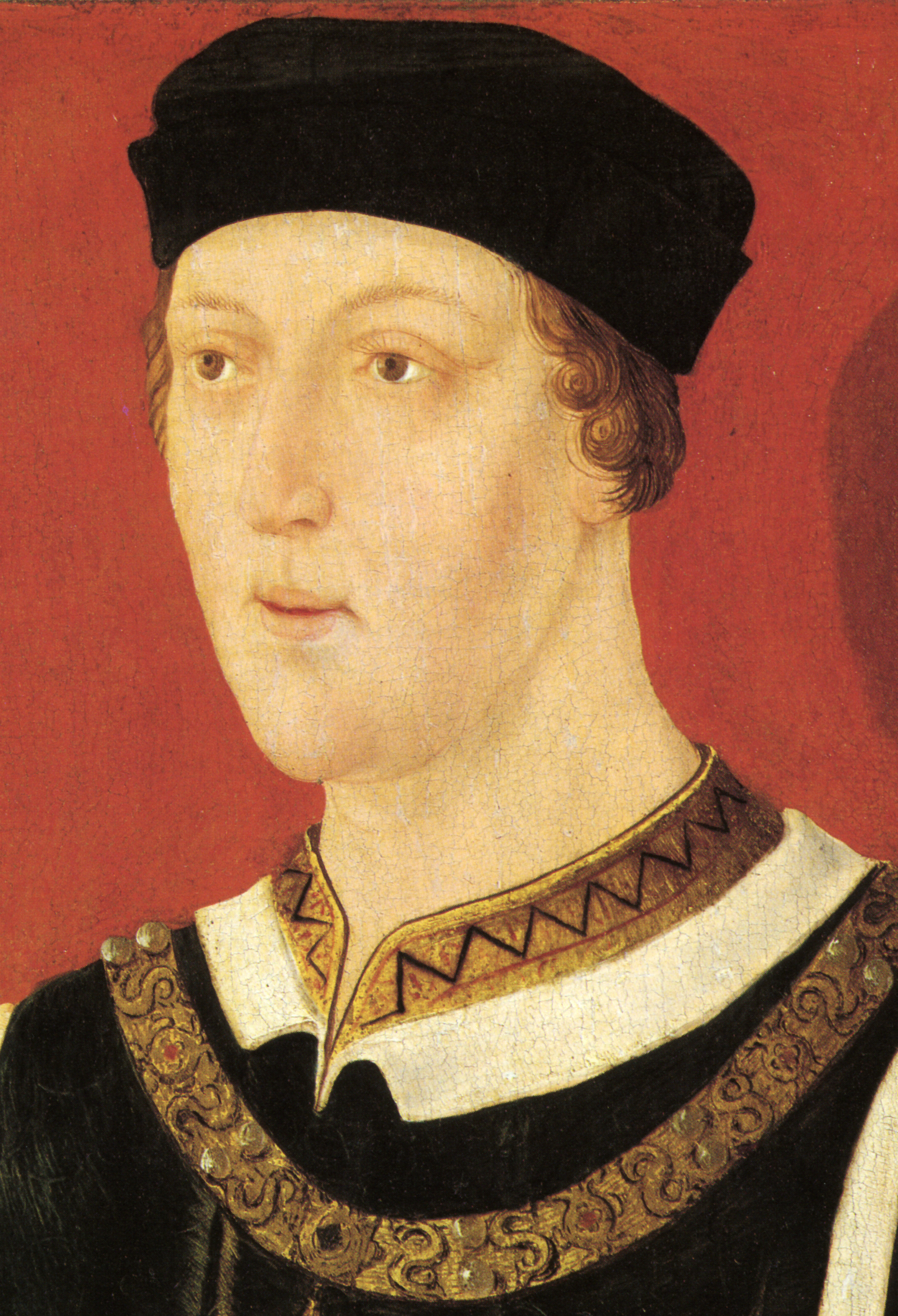
Enrico VI d'Inghilterra

Lo scontro militare tra gli York e i Lancaster sembra far pendere definitivamente il piatto della bilancia dalla parte di York, ma in realtà lo scontro non è ancora concluso. Enrico VI è ancora libero a Londra e può far leva su potenti appoggi politici nel Consiglio dei Pari e nel paese. Gli York occupano nella notte il Parlamento e lì attendono i loro nemici. Il sole sta sorgendo su una giornata decisiva e tutti sono consapevoli della gravità dell'ora: "Questo sarà chiamato il Parlamento sanguinoso se Riccardo Plantageneto, duca di York, non sarà fatto re e non verrà deposto il pauroso Enrico la cui viltà ci ha fatti passare in proverbio presso i nemici".
Dopo una convulsa trattativa piena di minacce reciproche Enrico cede all'ultimatum di York, strappando tuttavia una condizione: egli stesso potrà continuare a regnare vita natural durante e solo dopo la sua morte il duca di York potrà fare valere i suoi legittimi diritti dinastici e diventare re. Ma non c'è onore in questo accordo ed Enrico è abbandonato con disprezzo anche dai suoi partigiani più irriducibili, dalla moglie e dal figlio Edoardo, che si vede preclusa la successione al trono.
Del resto anche nella fazione di York c'è chi non è soddisfatto di questo accordo ed Edoardo, figlio maggiore di York, incita a riprendere immediatamente le armi: "Se date alla casa di Lancaster agio di respirare, alla fine vi oltrepasserà nella corsa"; e se il duca di York teme di violare un accordo su cui ha giurato, è ancora Edoardo a vincere i suoi scrupoli: "Ma per un regno si può rompere qualsiasi giuramento: per conto mio verrei meno a mille giuramenti pur di regnare un anno".
La guerra dunque è decisa: la pace appena sancita solennemente in Parlamento si rivela una fragile e breve tregua. Ma la volubile fortuna adesso gira le spalle a York e le forze raccolte dalla regina Margherita e dai suoi sostenitori prevalgono in battaglia; lo stesso duca di York è fatto prigioniero e ucciso. "Vostro padre fu vinto da molti nemici, ma ucciso soltanto dal braccio irato del crudele Clifford e della regina. Questa per dispregio prima incoronò il grazioso duca, gli rise in faccia e quando piangeva pel dolore gli diede, perché si asciugasse le guance, una pezzuola intinta nel sangue innocente del piccolo Rutland" [figlio minore e beniamino di York] "già ucciso dal crudele Clifford. Dopo molti scherni e turpi beffe gli tagliarono la testa e la posero sulla porta della città di York e colà è ancora, il più triste spettacolo che abbia mai visto". E il codice atavico della vendetta si attiva immediatamente.

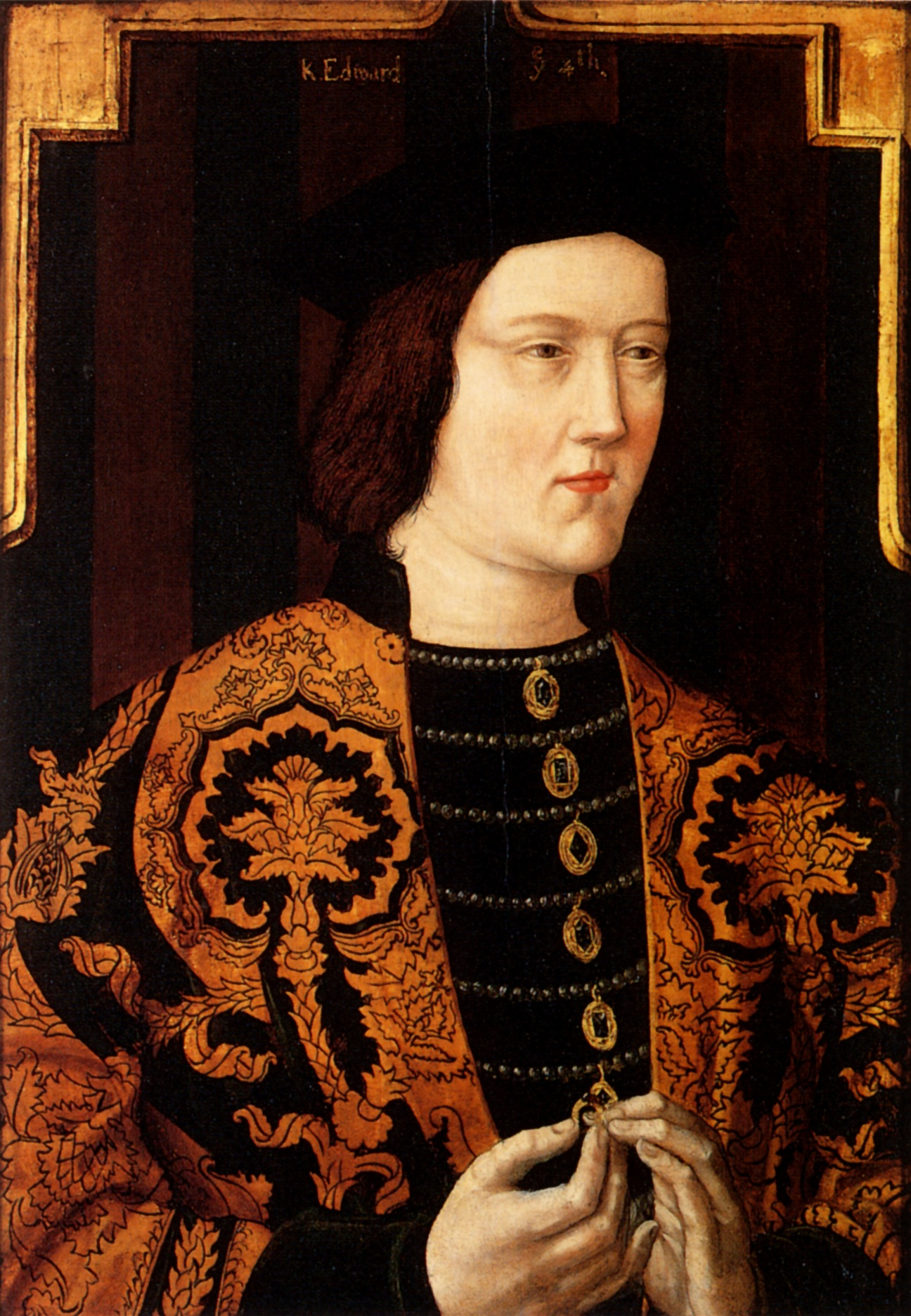
Edoardo IV d'Inghilterra

Dice Riccardo: "Piangere è diminuire la profondità del dolore: piangano dunque i fanciulli; per me, colpi e vendetta!". Ma certo occorre ponderare bene le proprie mosse: “Ma in questo difficile momento, che cosa si deve fare?” (ivi). Si decide nuovamente per lo scontro frontale, senza lasciarsi aperte vie di fuga. Tutti sono consapevoli che l'odio ha ormai creato una matassa inestricabile; né il dialogo né il diritto possono sciogliere il nodo gordiano della successione al trono d'Inghilterra.
Intanto l'ennesima battaglia viene rappresentata a tinte fosche sulla scena. Enrico VI ne attende fatalisticamente l'esito: "Questa battaglia è come la guerra del mattino quando le nubi morenti contendono con la luce che cresce, e il pastore soffiandosi sulle dita intirizzite non sa se sia giorno o notte. Ora la vittoria inclina da questa parte, come un mare possente forzato dalla marea a combattere con il vento; ora inclina dall'altra parte, come quello stesso mare che la furia del vento forzi a ritirarsi; talora la vince il vento e talora la marea; ora l'uno è più forte ora l'altra fortissima: lottano entrambi per la vittoria corpo a corpo, e nessuno è vincitore o vinto: così ugualmente bilanciata è questa terribile battaglia. Mi siederò qui su questa tana di talpa: conceda Dio la vittoria a chi vuole! (…) O volesse Dio farmi morire! Poiché, che vi è in questo mondo se non dolori e guai? O Dio! Che vita felice se fossi un semplice campagnuolo!". La battaglia è sempre più cruenta e il suo orrore cresce inesorabilmente secondo una logica perversa che travalica le stesse intenzioni degli uomini. Da opposti schieramenti si avanzano sulla scena padri che si rendono conto di avere ucciso il figlio, e figli che si avvedono di avere ucciso il padre.
Finalmente il pendolo della fortuna si sposta nuovamente dalla parte di York. Edoardo torna a Londra a prendersi il titolo di re per cui si è tanto combattuto versando fiumi di sangue, ma la sua indole buontempona e godereccia lo induce a usare il suo potere non per occuparsi primariamente degli affari di Stato e degli interessi politici del suo regno bensì per cercare di costringere un'avvenente vedova, Lady Grey, a diventare la sua amante. Ma Lady Grey resiste alla impacciate avance del re (definito da lei "il più goffo corteggiatore della Cristianità") ed egli finisce, contro ogni logica politica e dinastica, per chiederle addirittura di sposarlo. Suo fratello Riccardo assiste a questa miserevole tresca e la collera di Caino, origine di tutto, torna nuovamente protagonista della scena. Riccardo confessa le sue intenzioni più segrete, le sue mire a spodestare il fratello e tutti quelli che lo precedono nella linea di successione al trono. Un sogno a occhi aperti, difficile da realizzare, anzi quasi impossibile. Però, supponendo "che non vi sia possibilità di regno per Riccardo: quale altro piacere può fornirmi il mondo? Troverò forse il mio paradiso in grembo a una donna, coprirò il mio corpo di gai ornamenti, e affascinerò il bel sesso con le parole e con gli sguardi? O miserabile pensiero e più difficile a mettere in atto che ottenere venti corone d'oro! Già! L'amore mi abbandonò fin da quando ero in seno a mia madre e perché non m'impacciassi con le sue tenere leggi corruppe con qualche dono la fragile natura e la indusse ad atrofizzarmi il braccio come un ramo secco, a crearmi un'odiosa prominenza sul dorso dove la deformità siede a scherno del mio corpo, a dar forma disuguale alle mie gambe, a far di me un ammasso caotico, un orsacchiotto mal leccato che non ha alcuna delle sembianze materne. Come potrei essere fra quelli che piacciono alle donne? Mostruoso errore nutrire un tal pensiero! Dunque, giacché questa terra non mi offre alcuna gioia se non nel comandare, nel tenere a freno e nell'usar prepotenze a coloro che son fatti meglio di me, sarà mio paradiso sognare il trono e per tutta la mia vita considerare il mondo come un inferno, finché il mio capo, portato dal tronco deforme, non sia circondato da una splendente corona".
In questa situazione ancora fluida e non assestata una leggerezza di re Edoardo fa di nuovo precipitare la situazione. Infatti, mentre Warwick si trova in Francia per chiedere al re Luigi il consenso al matrimonio fra Edoardo stesso e madama Bona, la sorella del re, giunge notizia che intanto proprio Edoardo, sconfessando di fatto l'operato del suo plenipotenziario e il suo disegno politico di alleanza con la Francia, ha sposato Lady Grey "spinto alle nozze dall'appetito e non dall'onore né dal desiderio di rafforzare e garantire il nostro Paese". Questa azione di Edoardo offende profondamente Warwick e ne determina il passaggio al campo dei sostenitori dello spodestato Enrico. Ma anche nell'entourage di Edoardo c'è malcontento e preoccupazione per questa sua scelta non meditata.

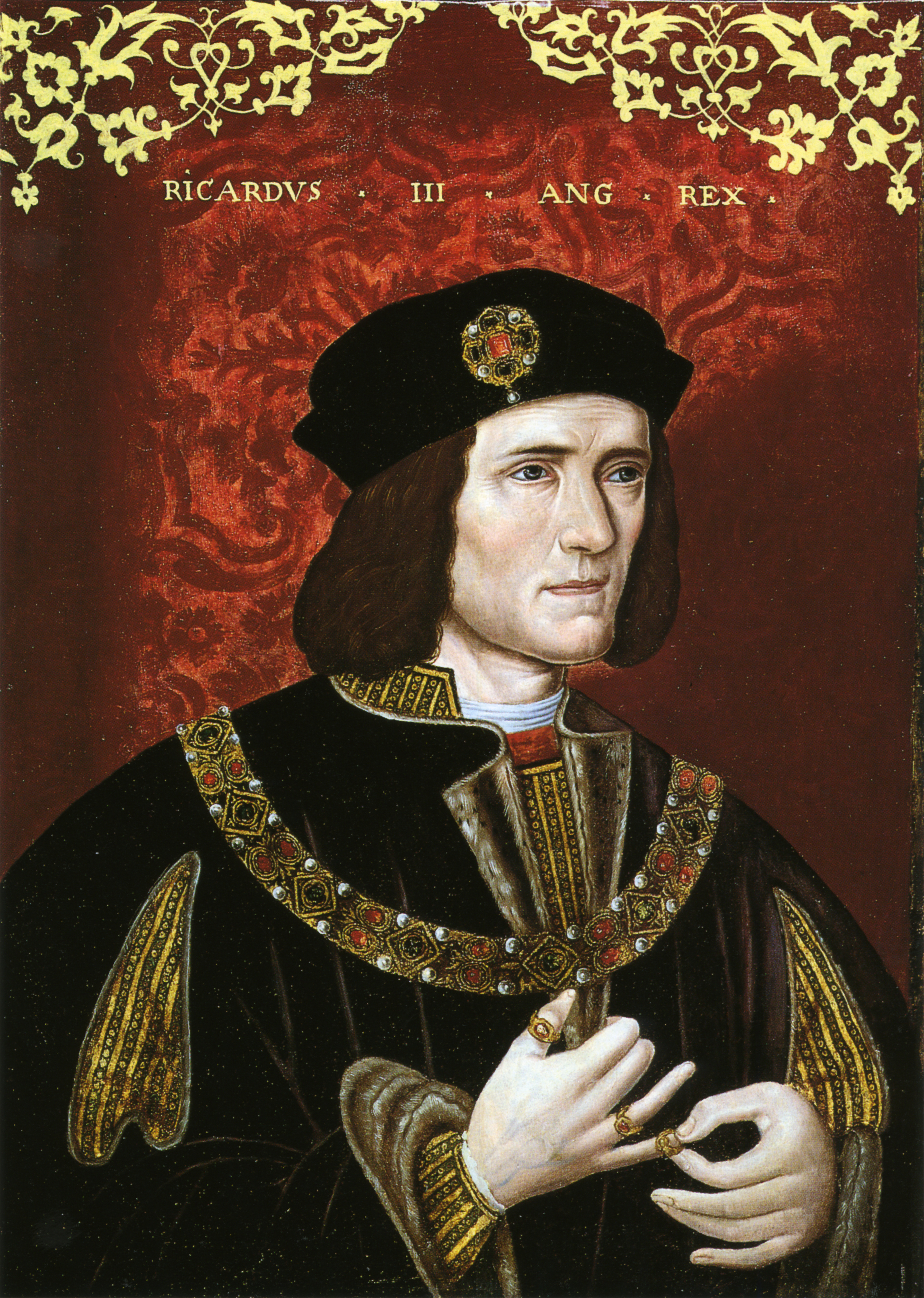
Riccardo di Gloucester, poi Riccardo III d'Inghilterra.

Ben presto si giunge allo scontro armato ed Edoardo cade prigioniero di Warwick, che gli notifica la sua deposizione e l'imminente ritorno al trono di Enrico. La ruota della fortuna, come la gigantesca pala di un mulino, si rimette in moto cigolando. Le scene si susseguono velocemente, fino a giungere al grande finale dell'atto V, con lo scontro campale tra le opposte fazioni che culmina con il trionfo di Edoardo di York e il conseguente assassinio di Enrico VI e di suo figlio Edoardo. Ma ora che tutto è finito, proprio ora la maledizione di Caino si mostra di nuovo furtivamente all'opera, increspando minacciosamente la superficie liscia della storia. Ed è ancora Riccardo di Gloucester che incarna questa sete sanguinaria, Riccardo che confessa: "non ho né pietà né amore né paura… giacché il cielo ha foggiato così il mio corpo, l'inferno mi storpiò la mente in proporzione. Non ho fratelli, non somiglio a nessun fratello; e questa parola amore che i barbogi chiamano divina, stia con gli uomini che si somigliano l'un l'altro, non con me; io sono soltanto me stesso. Il re Enrico e il principe suo figlio sono morti; Clarence ora tocca a te e poi agli altri" [che mi precedete nella linea di successione al trono] "perché continuerò a ritenermi infimo finché non sia salito più alto di tutti".
Così Shakespeare conclude l'Enrico VI quasi preannunciando e gettando il seme del successivo dramma storico, il Riccardo III.